# زنبور کاونده سیخ‌بزرگ
زنبور کاونده سیخ‌بزرگ (نام علمی: Nysson spinosus) نام گونه‌ای از خانواده ماسه‌زنبوران است.